# Pierre-Suzanne Lucas de La Championnière
Pierre Suzanne Lucas de la Championnière, né à Nantes le 25 septembre 1769 et mort le 22 novembre 1828 à Brains, est un militaire et un homme politique français. 
Officier royaliste pendant la guerre de Vendée, il combat sous les ordres de La Cathelinière, de Louis Guérin, puis de Charette, qui prend le commandement de l'Armée catholique et royale du Bas-Poitou et du Pays de Retz. Il dépose les armes en 1796 et rédige ses mémoires qu'il achève en 1798.
Il est élu maire de Brains en 1803, puis est porté à la Chambre des députés en 1827. Il occupe ces mandats jusqu'à sa mort.

## Biographie

### Famille
Pierre Suzanne Lucas de La Championnière naît à Nantes le 25 septembre 1769. Il est le fils de Pierre Lucas de La Championnière, conseiller du roi et conseiller maître à la Chambre des comptes de Bretagne, et de Madeleine Marguerite Berrouëtte des Tilleuls, sœur du maire Jean-Jacques Berrouette. Il a également deux sœurs : Madeleine, née en 1767, et Élisabeth, née en 1773. Le 15 novembre 1790, Madeleine Lucas de La Championnière épouse Claude Louis de La Touche Limouzinière, frère de Marie Adélaïde de La Touche Limouzinière de La Rochefoucauld.
Pierre fait ses études au collège des Oratoriens. Au début de la Révolution française, la famille des Lucas de La Championnière se retire sur sa terre du Plessis, à Brains. Elle fuit le logis au début de la guerre de Vendée et alors que Pierre combat parmi les insurgés du Pays de Retz, ses parents et ses sœurs trouvent refuge auprès de l'armée d'Anjou et du Haut-Poitou. Entraînés dans la Virée de Galerne, la mère de Pierre succombe d'épuisement à La Flèche en novembre, tandis que son père est tué en décembre pendant la bataille du Mans. Ses deux sœurs, Madeleine et Élisabeth, sont faites prisonnières et conduites à Alençon, où elles sont condamnées à mort et guillotinées le 21 décembre 1793.
En 1797, Pierre Lucas de La Championnière se marie avec Marie Plumard de Rieux, fille de Simon Plumard, sieur de Rieux, négociant-armateur, échevin de la ville de Nantes, et de Marie-Jeanne Geslin. Le couple donne naissance à quatre enfants : Paul (1798-1851), avocat à la Cour de Cassation ; Just (1803-1858), docteur en médecine et père de Just Lucas-Championnière ; Lucie (1800-1834), mariée au docteur Mériadec Laennec (fils de Guillaume François Laennec et cousin germain de René Laennec) ; et Marcellin (1812-1896), ingénieur civil. 

### Guerres de Vendée
Le 10 mars 1793, environ 1 500 jeunes gens de Brains, du Pellerin et des environs, armés de piques et de faux, envahissent la propriété des Lucas de La Championnière, à Brains, en sommant Pierre Lucas de La Championnière de se mettre à leur tête pour s'opposer à la levée en masse décrètée par la République. Alors âgé de 23 ans, dépourvu d'instruction militaire et sceptique quant aux chances de succès de l'insurrection, il n'a cependant pas d'autre choix que d'accepter : « On doit penser que de pareils soldats n'avaient pas grand respect pour leurs chefs ; il fallait cependant marcher à leur tête et je me suis trouvé dans ce cas-là. Quinze cents hommes environ, venus chez moi, me nommèrent commandant pour aller prendre Le Pellerin ; nous y entrâmes sans peine, il n'y avait que des femmes ; on fit des fouilles dans toutes les maisons pour y chercher des armes, il s'en trouva fort peu ». Quelques jours plus tard, il livre un combat contre les patriotes à Frossay, où deux gardes nationaux sont tués : « C'était les premiers qu'on voyait mort : ce spectacle fit beaucoup d'effet ; les paysans reconnurent que leurs ennemis n'étaient pas immortels, à peu près comme les habitants du Pérou lorsqu'ils tuèrent un Espagnol. L'habit bleu fut porté en triomphe et cette vue enflamma de plus en plus la fureur et le courage des paysans vainqueurs ». 
Lucas de La Championnière rejoint ensuite l'armée de Louis-François Ripault de La Cathelinière, qui commande les forces insurgées de l'ouest du Pays de Retz. Il combat sous ses ordres jusqu'au mois d'octobre 1793, où il passe cette fois à l'armée de François Athanase Charette de La Contrie. Excepté pendant une période de trois mois où il est sérieusement malade, Lucas de La Championnière prend part à toutes les principales batailles de l'Armée catholique et royale du Bas-Poitou et du Pays de Retz. Il combat généralement dans la cavalerie.
En 1794, il est fait commandant en second et major de la division du pays de Retz, dirigée par Louis Guérin, puis par Guillaume Faugaret,. 
Après la mort de Dulac, Charette décide de donner le commandement de la division de Vieillevigne à Lucas de La Championnière, mais celui-ci décline. Dans sa correspondance, celui-ci rapporte : « M. Charette n'aimait pas qu'on lui demandât des places. Il ne croyait pas qu'on pût aussi lui refuser les emplois qu'il donnait. Il me renvoya durement et ne me regarda depuis qu'avec humeur ».
En 1796, lors des derniers mois de la guerre, Lucas de La Championnière se montre favorable à la paix, ce qui lui vaut des accusations de trahison en faveur des républicains. Dans ses écrits, il estime également que Charette envisage un moment de le faire assassiner. En février 1796, il engage Charette a passer en Angleterre, mais celui-ci refuse.
Lucas de La Championnière dépose les armes et fait sa soumission à Machecoul auprès du général Philippon le 20 ou 21 février 1796,.

### Mémorialiste de la guerre de Vendée
Lucas de La Championnière écrit ses mémoires entre 1796 et 1798,. Il est le seul officier de l'armée de Charette à avoir ainsi rédigé ses souvenirs.
En 1804, Alphonse de Beauchamp, un commis d'administration rallié à l'Empire, entre en relation avec Lucas de La Championnière et ce dernier lui confie son manuscrit,,. En 1806, Beauchamp publie son Histoire de la guerre de Vendée et des Chouans, qui constitue le premier ouvrage sur l'histoire de la guerre de Vendée.
Quelques années plus tard, Le Bouvier-Desmortiers, premier biographe de Charette, a également accès aux mémoires de Lucas de La Championnière, dont il recopie des passages entiers. En réponse à Beauchamp, qui a selon lui « fait jouer à Charette un fort mauvais rôle », Le Bouvier-Desmortiers publie en 1809 sa Réfutation des calomnies publiées contre le général Charette: commandant en chef les armées catholiques et royales dans la Vendée,.
À la fin du XIXe siècle, les petits-fils de Lucas de La Championnière refusent de communiquer le manuscrit à l'historien républicain Charles-Louis Chassin. 
Les mémoires de Lucas de La Championnière ne sont publiés pour la première fois qu'en 1904.

### Vie politique sous l'Empire et la Restauration
Après six ans de procédure, Pierre Lucas de La Championnière parvient à récupérer les biens non vendus de sa famille et obtient l'amnistie par un arrêté préfectoral daté du 18 octobre 1802. 
Il est élu maire de Brains, poste qu'il occupera pendant vingt-cinq ans de 1803 à sa mort. En 1806, il est élu conseiller général de la Loire-Inférieure.
Fait chevalier de Saint-Louis sous la Restauration,, il est élu député du 2e arrondissement électoral de la Loire-Inférieure (Saint-Philbert), le 17 novembre 1827, contre M. de Cornulier. Il siège au centre-droit dans la contre-opposition, et meurt un an après cette élection. Il est remplacé, le 13 janvier 1829, par Auguste de Saint-Aignan.
Dans une notice biographie parue le 1er décembre 1828, peu après sa mort, le Journal des débats présente Lucas de La Championnière comme « ami de l'ordre et de la tranquillité, appréciant les bienfaits de cette Révolution dont il avait autrefois combattu les excès. [...] Aussi sincèrement attaché à la Charte qu'à la Famille auguste à qui nous la devons ; et la Chambre des députés ne renfermait dans son sein aucun membre plus dévoué que lui à la monarchie constitutionnelle ».
Il aurait servi de modèle au héros d'un roman historique de Jules Verne, Le Comte de Chanteleine.

### Mort
Pierre Lucas de La Championnière meurt à Brains, le 22 novembre 1828, à l'âge de 59 ans. Son corps est enterré à Brains, dans une sépulture de famille.